# Mrštane
Mrštane (en serbe cyrillique : Мрштане) est une localité de Serbie située sur le territoire de la Ville de Leskovac, district de Jablanica. Au recensement de 2011, elle comptait 1 331 habitants.
Mrštane est officiellement classé parmi les villages de Serbie. À Mrštane, La rivière Vlasina se jette dans la Južna Morava.

## Démographie
| 1948  | 1953  | 1961  | 1971  | 1981  | 1991  | 2002  | 2011  |
| ----- | ----- | ----- | ----- | ----- | ----- | ----- | ----- |
| 1 215 | 1 307 | 1 477 | 1 439 | 1 499 | 1 489 | 1 431 | 1 331 |

|  |